# 2018 en Europe
Chronologie de l’Europe
- 2014
- 2015
- 2016
- 2017
- 2018
- 2019
- 2020
- 2021
- 2022

## Événements
- En Europe, 2018 est l'un des horizons temporels du règlement européen REACH pour les fabricants de produits chimiques toxiques en produisant plus d'une tonne par an ou en important plus d'une tonne par an depuis un pays situé à l'extérieur de l'UE, qui peuvent alors être soumis à des obligations d'enregistrement au titre de la directive, de même pour certains produits (mélange, article) importés pouvant contenir des substances devant être enregistrées individuellement[1].

### Janvier
- Début de la présidence bulgare du Conseil de l'Union européenne.
- La tempête Eleanor touche l'Europe, notamment la France.
- 12 et 13 janvier : élection présidentielle tchèque (1er tour).
- 16 janvier : démission de Mihai Tudose, Premier ministre de Roumanie.
- 26 et 27 janvier : 2e tour de l'élection présidentielle en République tchèque, Miloš Zeman est réélu.
- 28 janvier :
  - élection présidentielle chypriote (1er tour) ;
  - élection présidentielle en Finlande, Sauli Niinistö est réélu ;
  - élections régionales en Basse-Autriche.

### Février
- 4 février : élection présidentielle chypriote (2e tour), Níkos Anastasiádis est réélu.
- 11 février :
  - élections nationales à Monaco ;
  - le vol 703 Saratov Airlines s'écrase en Russie avec 71 personnes à bord.
- 18 février : fusillade contre une église orthodoxe à Kizliar au Daghestan (Russie).
- 25 février :
  - élections régionales au Tyrol (Autriche) ;
  - assassinat de Ján Kuciak en Slovaquie.
- Fin février : une vague de froid (« Moscou-Paris » en France) fait des dizaines de morts, dont 18 en Pologne[2].

### Mars
- 4 mars :
  - empoisonnement de Sergueï et Ioulia Skripal à Salisbury (Angleterre) ;
  - élections régionales en Carinthie (Autriche).
- 8 mars : à l'occasion de la Journée internationale des femmes, en Espagne une grève féministe réunit presque 6 millions de manifestant(e)s[3].
- 14 mars :
  - le cabinet Merkel IV entre en fonction en Allemagne ;
  - démission du président du gouvernement de la Slovaquie Robert Fico à la suite des manifestations et de la crise politique provoquées par l'assassinat de Ján Kuciak ; Peter Pellegrini est chargé de former le nouveau gouvernement ;
  - après l'annulation d'un référendum sur un projet d'infrastructure, le président du gouvernement slovène Miro Cerar démissionne.
- 18 mars : élection présidentielle en Russie, Vladimir Poutine est réélu.
- 21 mars : référendum aux Pays-Bas, le texte est rejeté.

### Avril
- 7 avril : une attaque au véhicule-bélier à Münster en Allemagne fait 3 morts et environ 20 blessés.
- 8 avril : élections législatives en Hongrie.
- 15 avril : élection présidentielle au Monténégro, Milo Đukanović est élu.
- 22 avril : élections régionales dans le Land de Salzbourg (Autriche).
- 23 avril : démission du Premier ministre d'Arménie Serge Sargsian à la suite d'une « révolution de velours ».

### Mai
- 2 mai : auto-dissolution du groupe terroriste Euskadi ta Askatasuna[4].
- 3 mai : élections locales au Royaume-Uni.
- 8 mai : Nikol Pachinian est élu Premier ministre d'Arménie par l'Assemblée nationale.
- 12 mai : finale du Concours Eurovision de la chanson 2018 à Lisbonne au Portugal, remporté par la chanteuse israélienne Netta Barzilai.
- 13 mai : référendum en Slovénie.
- 15 mai : inauguration du pont du détroit de Kertch entre la péninsule de Crimée et la Russie.
- 19 mai : Mariage du prince Harry et de Meghan Markle au Royaume-Uni.
- 25 mai :
  - référendum constitutionnel sur l'accès à l'avortement en Irlande, la levée de l'interdiction est approuvée ;
  - le règlement général sur la protection des données (RGPD) entre en vigueur dans les pays de l'Union européenne.

### Juin
- 2 juin : Pedro Sánchez remplace Mariano Rajoy comme président du gouvernement d'Espagne au lendemain de l'adoption de la première motion de censure depuis 1978.
- 3 juin : élections législatives en Slovénie.
- 7 juin : le gouvernement Sánchez I entre en fonctions en Espagne.
- 12 juin : après un long débat autour du nom de la Macédoine, un accord entre la Grèce et la Macédoine est trouvé pour que celle-ci prenne le nom officiel de « Macédoine du Nord »[5].
- 14 juin au 15 juillet : coupe du monde de football en Russie.
- 24 juin : élections législatives et présidentielle en Turquie.

### Juillet
- Début de la présidence autrichienne du Conseil de l'Union européenne.
- 8 juillet : l'accident ferroviaire de Çorlu fait 24 morts en Turquie.
- 16 juillet : sommet entre la Russie et les États-Unis à Helsinki (Finlande).
- 17 juillet : l'accord de libre-échange entre le Japon et l'Union européenne est signé à Tokyo.
- 23 juillet : de violents incendies ravagent la ville grecque de Máti, provoquant 81 morts et de nombreux blessés.

### Août
- 1er août : le groupe NRJ devient titulaire d'un réseau FM national en Suède, et ce durant huit ans[6].
- 12 août : la Russie, le Kazakhstan, l’Azerbaïdjan, l’Iran et le Turkménistan signent la convention sur le statut de la mer Caspienne
- 14 août : un attentat à Londres à la voiture-bélier fait 3 blessés[7], le conducteur est arrêté par la police.
- 17 août : Marjan Šarec est élu président du gouvernement de la Slovénie.
- 20 août : après 8 années de crise, la Grèce sort de la mise sous tutelle imposée par l'union européenne[8].
- À partir du 26 août : le meurtre d'un Allemand imputé à deux migrants irakien et syrien déclenche plusieurs jours de manifestations de plusieurs centaines voire plusieurs milliers de personnes (jusqu'à 6 000 le 27 août) à l'appel d'organisations d'extrême-droite, à Chemnitz en Allemagne[9],[10]. Quelques jours plus tard, le président du renseignement intérieur allemand, Hans-Georg Maaßen (en), dément que des « chasses collectives » contre les étrangers aient eu lieu fin août à Chemnitz[11] ; ; la chercheuse spécialiste de l'Allemagne contemporaine Hélène Miard-Delacroix précise « Il n’existe pas de lynchages, mais des agressions physiques et verbales. Comme l’attaque d’un restaurant juif fin août à Chemnitz »[12].

### Septembre
- 9 septembre :
  - élection municipale à Moscou (Russie) ;
  - élections législatives, régionales et municipales en Suède ; la coalition des Rouges-verts arrive en tête aux législatives mais aucune majorité ne se dégage ;
  - Les manifestations en Saxe s'étendent à Köthen[12].
- 13 septembre : en Slovénie, le gouvernement de Marjan Šarec remplace celui de Miro Cerar.
- 30 septembre : référendum constitutionnel en Macédoine, approuvé à plus de 90 % des voix exprimées, mais avec un taux de participation insuffisant.

### Octobre
- 3 octobre : le Prix Nobel de chimie est décerné au Britannique Gregory Winter et à l'Américain George Smith pour leurs travaux sur les bactériophages, et à l'Américaine Frances Arnold pour avoir conduit « la première étude sur l'évolution dirigée des enzymes, des protéines qui catalysent les réactions chimiques ».
- 6 octobre : élections législatives en Lettonie.
- 5 et 6 octobre : élections sénatoriales en République tchèque (1er tour).
- 7 octobre :
  - élections générales en Bosnie-Herzégovine ;
  - le référendum constitutionnel en Roumanie échoue faute de participation suffisante.
- 10 octobre :
  - des inondations font 13 morts à Majorque (Espagne)[13],[14] ;
  - référendum sur un changement de système électoral à Guernesey.
- 11 octobre : le patriarche de Constantinople révoque le décret qui avait placé l'Église orthodoxe d'Ukraine sous la tutelle directe du patriarche de Moscou en 1686.
- 12 et 13 octobre : élections sénatoriales en République tchèque (2e tour).
- 13 octobre : l'ouragan Leslie touche le Portugal.
- 14 octobre :
  - élections législatives régionales en Bavière (Allemagne) ;
  - élections législatives au Luxembourg.
- 17 octobre : une fusillade dans un lycée à Kertch (Crimée) fait 21 morts.
- 18 octobre : révélations de l'enquête CumEx Files, sur une opération de fraude fiscale à l'échelle européenne.
- 20 octobre : les agences spatiales européenne et japonaise lancent la mission d’exploration de Mercure BepiColombo.
- 23 octobre : découverte par l'expédition Black Sea MAP d'une épave quasiment intacte d'un navire de commerce grec antique remontant à environ 400 av. J.-C. au fond de la Mer Noire, première fois qu'une épave entière aussi vieille est trouvée en aussi bon état, la conservation ayant été permise par la rareté en oxygène de l'eau dans cette partie de la Mer Noire[15].
- 25 octobre : Oleh Sentsov, emprisonné en Russie, reçoit le prix Sakharov 2018.
- 26 octobre : en Irlande, le président Michael D. Higgins est réélu  et la suppression du délit de blasphème est approuvée par un référendum constitutionnel.
- 27 octobre : un crash d'hélicoptère à Leicester (Angleterre) fait 5 morts.
- 28 octobre : élections régionales en Hesse (Allemagne).

### Novembre
- 14 novembre : la Commission européenne impose la radio numérique dans les autoradios vendus dans l'Union[16].
- 25 novembre :
  - l'accord de retrait du Royaume-Uni de l’Union européenne est approuvé par un Conseil européen extraordinaire à Bruxelles.
  - référendum au Liechtenstein.
- 26 novembre : à la suite de l’incident du détroit de Kertch, la loi martiale est instaurée dans une partie de l'Ukraine pour trente jours.

### Décembre
- 2 décembre : élections au Parlement d'Andalousie en Espagne.
- 2 au 15 décembre : Conférence de Katowice sur les changements climatiques (COP24) en Pologne.